# Холм, Ричард
Ричард Хэдли Холм (англ. Richard Hadley Holm; 24 сентября 1933, Бостон — 15 февраля 2021, Линкольн, Мидлсекс (округ, Массачусетс)) — американский химик-неорганик, профессор Гарвардского университета.

## Биография
Холм получил степень бакалавра в Массачусетском университете в Амхерсте в 1955 году и докторскую степень в Массачусетском технологическом институте в 1959 году под руководством Ф. Альберта Коттона. В качестве исследователя он поступил на химический факультет Гарвардского университета в 1962 году. Позже он преподавал в Университете Висконсин-Мэдисон, Массачусетском технологическом институте и в Стэнфордском университете, пока не вернулся окончательно на должность профессора химии в Гарвардский университет в 1980 году.

## Исследовательская работа
Работы Холма основали новое направление исследований, бионеорганическую химию (или металлобиохимию) путём создания молекул с малой массой, моделирующих металлсодержащие участки молекул белков или ферментов. Большую известность получило создание первых синтетических аналогов железосерных кластеров, входящих в состав белков и играющих важную роль в процессе дыхания, а также аналогичное исследование молибден- и вольфрамсодержащих центров в определённых ферментах, вовлечённых в процессы переноса кислорода в организмах.

## Награды
Холм был членом Национальной академии наук (1975) и Американской академии искусств и наук. Его достижения были отмечены многочисленными наградами, в том числе премией Национальной академии наук в области химических наук и медалью Ф. А. Оттона за выдающиеся достижения в области химических исследований Американского химического общества в 2005 году. Он является солауреатом Премии Уэлча 2016 года в области химии вместе со Стивеном Дж. Липпардом